# Shaka Smart
Shaka Dingani Smart (Madison, 8 aprile 1977) è un allenatore di pallacanestro statunitense.

## Palmarès
- Campione NIT (2019)